# 이희우
이희우(李熹雨(아명: 李憙雨), 1939년 12월 30일~2019년 9월 3일)는 대한민국의 시인, 소설가, 영화 시나리오 작가, 영화 각색가, 작사가, 드라마 작가이고, 한때는 영화배우로도 잠시 활약했었다.

## 학력
- 용산고등학교 졸업
- 서라벌예술초급대학 문예창작학과 전문학사

## 생애
본관(관향)은 경주(慶州)이고 전라북도 순창에서 출생하였으며 지난날 한때 경기도 고양과 경기도 파주에서 잠시 유아기를 보낸 적이 있는 그는 1944년 이후부터 경성부(서울)에서 성장하여 1959년에 시인으로 첫 등단하였고 7년이 지난 1966년에는 소설 《홍익인간》이라는 작품으로 소설가에 등단하였다. 3년 후 1969년 영화 《여자가 고백할 때》를 각본하여 영화 시나리오 작가 데뷔하였고 이듬해 1970년 서울중앙방송 라디오 드라마 작품을 통하여 드라마 작가로 활동 영역을 넓혔다.
1972년 영화 《04:00 -1950-》으로 영화 각색가 데뷔를 한 것에 이어 이듬해 1973년에는 TBC 동양방송 텔레비전 드라마 작품을 통하여 TV 드라마 작가로서의 폭을 넓혔다. 14년 후 1987년 영화 《돛대도 아니 달고》를 각본, 이 영화의 단역으로 영화배우 데뷔를 하였다.
그는 이환경, 정하연, 신봉승, 김수현, 김정수, 임충, 양근승 등과 아울러 국내 TV 드라마 작가의 명불허전(名不虛傳)이라 일컬어지는 작가로도 유명했다.

## 트리비아
2008년 MBC 《내 여자》 집필 이후 한동안 투병해 왔다가 2019년 9월 3일을 기하여 별세한 그는 2016년 3월 미래아이앤지와 드라마 집필 계약을 맺었으나 이런저런 사정 때문에 드라마 편성이 불발됐다.
한편, 본인의 집필작 중 하나인 KBS 2TV 《딸부잣집》은 당초 KBS 1TV 《당신이 그리워질때》 후속 일일극으로 편성될 계획이었으나 《남자는 외로워》 후속으로 편성될 예정이었던 《바람은 불어도》가 캐스팅을 둘러싼 연출자(김현준)와 작가(허숙) 사이의 불화 때문에 작가가 집필을 거부하여 편성이 취소되자 이 작품의 대타로 바뀌기도 했으며 《바람은 불어도》는 뒷날 1TV 일일드라마로 편성이 결정됐고  《딸부잣집》에서 한준수 역으로 나온 이세창은 1993년 '사랑의 동화' 프로덕션과 3년 간 지정한 프로그램에만 출연하기로 약속했음에도  "계약조건이 안 좋다"는 이유로 프로덕션 측의 동의없이 본인(이희우)이 1981년 KBS 2TV 《물망초》이후 오랜만에 일일극 집필을 맡은 KBS 2TV 《며느리 삼국지》에 출연했으며 이 과정에서 이세창의 매니저인 '사랑의 동화' 장한식 대표가 1996년 3월 8일 이세창을 상대로 1억원의 손해배상소송을 서울지법에 제기했고 이 사건 탓인지 이세창은 《며느리 삼국지》 출연이 좌절됐으며 《며느리 삼국지》을 끝으로 본인(이희우)도 KBS와 인연을 끊었다.

## 집필 활동

### 텔레비전 드라마
- KBS 유미의 집
- MBC 봄비
- MBC 종점
- KBS 해빙
- MBC 겨울 해바라기
- MBC 엄마의 방
- MBC 남자의 계절
- MBC 겨울꽃
- MBC 세여인
- KBS 달빛가족
- MBC 까치 며느리
- MBC 마포무지개
- KBS 일월
- KBS 딸부잣집
- KBS 며느리 삼국지
- SBS 형제의 강
- MBC 마음이 고와야지
- SBS 덕이
- SBS 오남매
- SBS 장길산
- MBC 자매바다
- MBC 내 여자

### 영화
- 만종
- 별들의 고향
- 마지막 찻잔

### 라디오 드라마
- KBS 즐거운 우리집

### 희곡
- 간도 아리랑

## 수상
- 제13회 한국방송작가상 드라마 부문 (《덕이》)

## 같이 보기
- 이희우의 텔레비전 드라마 각본 목록